# Johann Hartmann von Rosenbach
 (mai 2024).
Si vous disposez d'ouvrages ou d'articles de référence ou si vous connaissez des sites web de qualité traitant du thème abordé ici, merci de compléter l'article en donnant les références utiles à sa vérifiabilité et en les liant à la section « Notes et références ».
Johann Hartmann von Rosenbach (né le 15 décembre 1609, mort le 19 avril 1675) est prince-évêque de Wurtzbourg de 1673 à 1675.

## Biographie
Johann Hartmann von Rosenbach est le fils aîné de Johann Dietrich von Rosenbach, l'intendant de Königstein im Taunus, et de sa première épouse Susanna Regina von Knöringen. Dans l'évêché de Würzburg, de nombreux homonymes sont dans le chapitre de la cathédrale et à des postes de responsabilités, au début du XVIIe siècle, dans le grand bailliage de Brandebourg de l'ordre de Saint-Jean de Jérusalem.
Johann Hartmann von Rosenbach est d'abord chanoine à Wurtzbourg. Son élection a lieu au moment de tensions entre le pape Clément X et l'empereur Léopold Ier de Habsbourg. Choisi en 1673, il reçoit la consécration deux ans plus tard, peu avant sa mort. Durant son court épiscopat, les Français engagés dans la guerre de Hollande sous le contrôle de Turenne envahissent son territoire puis sont repoussés par l'armée de Raimondo Montecuccoli.